# Fateh-313
Fateh-313 (перс. فاتح-313, «Завойовник-313»), іранська твердопаливна балістична ракета малої дальності, була представлена 21 серпня 2015 року Ракета Fateh-313 є найновішою моделлю в сімействі ракет Fateh. Майже ідентична ракеті попереднього покоління Fateh-110, але використовує нове композитне паливо та корпус. Ці зміни збільшили діапазон до 500 км, у Fateh-110 — 300 км. Вага ракети — 3245 кг, БЧ — 380 кг. Міністерство оборони Ірану планує серійне виробництво ракети.
Ракета була використана під час Операції «Мученик Сулеймані».